# لایتراکان
لایتراکان بتن انتقال دهنده نور یا بتن شفاف با نام تجاری Litracon،(به انگلیسی: light transmitting concrete) محصول نسبتا جدیدی است، که در سال ۲۰۰۴ توسط یک معمار ۲۷ ساله مجارستانی به نام آرن لوسونزی ابداع شد. این محصول با ترکیب ۹۶٪ بتن معمولی و ۴٪ فیبرهای نوری محصولی منحصر به فرد را برای هزاره جدید به ارمغان آورده‌است. بتن عبور دهنده نور، امروزه به عنوان یک متریال ساختمانی جدید با قابلیت استفاده بالا مطرح است. این متریال می‌تواند به عنوان بلوک‌ها یا پانل‌های پیش ساخته ساختمانی مورد استفاده قرار گیرد.
هم اکنون بتن لایتراکان با دانسیته ۲۴۰۰-۲۱۰۰ کیلو گرم بر متر مکعب، مقاومت فشاری ۵۰ نیوتن بر میلی‌متر مربع و مقاومت کششی ۷ نیوتن بر میلی‌متر مربع در سه رنگ خاکستری، سیاه یا سفید، با ابعاد استاندارد ۳۰۰*۶۰۰ میلی‌متر و با ضخامت ۵۰۰-۲۵ میلی‌متر تولید می‌ شود.

## فیبرهای نوری
فیبرها بخاطر اندازه کوچکشان با بتن مخلوط شده و ترکیبی از یک متریال دانه‎بندی شده را تشکیل می‌دهند. به این ترتیب نتیجه کار صرفا ترکیب دو متریال شیشه و بتن نیست، بلکه یک متریال جدید که از لحاظ ساختار درونی و همچنین سطوح بیرونی کاملاً همگن است، به دست می‌آید. فیبرهای شیشه باعث نفوذ نور به داخل بلوک‌ها می‌شوند. جالب‌ترین حالت این پدیده نمایش سایه‌ها در وجه مقابل ضلع نور خورده است. همچنین رنگ نوری که از پشت این بتن دیده می‌شود ثابت است؛ به عنوان مثال اگر نور سبز به پشت بلوک بتابد در جلوی آن سایه‌ها سبز دیده می‌شوند. عملکرد این عناصر به گونه‌ای است که، هزاران فیبر شیشه‌ای نوری به صورت موازی کنار هم بین دو وجه اصلی بلوک بتنی قرار می‌گیرند. نسبت فیبرها بسیار کم و حدود ۴ درصد کل میزان بلوک‌ها است. علاوه بر این فیبرها بخاطر اندازه کوچکشان با بتن مخلوط شده و تبدیل به یک جزء ساختاری می‌شوند. بنابراین سطح بیرونی بتن همگن و یکنواخت باقی می‌ماند.

## محاسن لاتیراکن
می‌توان دیوار با هر ضخامتی توسط لاتیراکن‌ها ساخت ـ می‌توان نور را تا ۲۰ متر در سراسر بتن بدون اتلاف روشنایی انتقال دهد ـ اگر از این ماده بیشتر و بیشتر در ساختمان‌سازی استفاده شود. نور طبیعی بیشتری می‌تواند برای نور دفاتر و انبارها استفاده شود. این می‌تواند منجر به کاهش زیاد در مقدار الکتریسیته استفاده شده برای نور ساختمان‌ها شود. وقتی در روز از نور طبیعی استفاده می‌شوند.

## تأثیرات سازه‌ای
یک دیواره سازه‌ای ساخته شده از لاتیراکن می‌تواند دو متر ضخامت داشته و نورها با حداقل اتلاف نوری تا ۲۰ متر کاربرد خواهند داشت. سازه‌های تحت فشار نیز می‌توانند از این بلوک‌های بتنی شفاف ساخته شوند زیرا رشته‌های شیشه‌ای تأثیر منفی قابل توجهی روی مقاومت فشاری بتن ندارند.

## رنگها و بافت بتن شفاف
با توجه به رنگ خاکستری متداول بتن معمولی، لایتراکان دارای رنگ‌های متنوعی است و بافت سطوح بیرونی آن نیز می‌تواند متنوع باشد، به گونه‌ای که بلوکهای متنوع در کنار هم قرار گیرند و یک ساختار واحد را به وجود آورند.

## شیوه مسلح کردن
در صورت نیاز به مسلح کردن این بتن شیارهایی در داخل آن تعبیه می‌شوند. در حین ساختن دیوارها میلگردها به صورت عمودی یا افقی در این شیارها قرار می‌گیرند و فیبرهای اپتیکی بخاطر خاصیت انعطاف‌پذیری خود در اطراف میلگردها جمع شده و به این ترتیب میلگردها دیده نمی‌شوند.

## موارد کاربرد بتن شفاف
دیوار
به عنوان متداول‌ترین حالت ممکن، این بلوک می‌تواند در ساختن دیوارها مورد استفاده قرار گیرد. به این ترتیب هر دو سمت و همچنین ضخامت این متریال جدید قابل مشاهده خواهد بود. بنابراین سنگینی و استحکام بتن به عنوان ماده اصلی لایتراکان محسوس تر و در عین حال کنتراست بین نور و ماده شدیدتر می‌شود. این متریال می‌تواند برای دیوارهای داخلی و خارجی مورد استفاده قرار گیرد. اگر نور خورشید به ساختار این دیوار بتابد، بهتر است در جهت غربی یا شرقی ساختمان قرار گرفته تا اشعه آفتاب در حال طلوع یا غروب با زاویه کم به فیبرهای نوری برسد و شدت عبور نور بیشتر شود. بخاطر استحکام زیاد این ماده می‌توان از آن برای ساختن دیوارهای باربر هم استفاده کرد. در صورت نیاز، امکان مسلح کردن این متریال نیز ممکن است.
پوشش کف
یکی از جذاب‌ترین کاربردها، استفاده از «لایتراکان» در پوشش کف‌ها و درخشش آن از پایین است. این عنصر در طول روز یک کف پوش از جنس بتن معمولی به نظر می‌رسد و در هنگام غروب آفتاب بلوک‌های کف در رنگ‌های منعکس شده از نور غروب شروع به درخشش می‌کنند.
طراحی داخلی
همچنین از این نوع بتن عبور دهنده نور می‌توان برای روکش دیوارها در طراحی داخلی استفاده کرد به صورتی که از پشت نور پردازی شده باشند. همچنین می‌توان از نورهای رنگی متنوع برای ایجاد حس فضایی مورد نظر نیز استفاده کرد.

## محصولات ساخته شده به این روش
لامپ لایترا کیوب
یکی از محصولات موفق لایتراکان در زمینه طراحی، لامپ لایترا کیوب است که در آن بلوکها با قرارگیری روی هم مکعبی را تشکیل می‌دهند که منبع نور در داخل آن قرار دارد و نور با عبور از بتن به بیرون ساطع می‌شود. به این ترتیب این ماده جدید می‌تواند در عرصه‌های مختلف طراحی و همچنین در ایجاد فضاهای پویا و انعطاف‌پذیر داخلی بسیار مورد استفاده قرار گیرد.
کاشی بتنی
حدود ۵ ٪ کاشی از فیبرهای نوری تشکیل شده و نور می‌تواند از آن عبور کند. توزیع یکنواخت الیاف در سراسر سطح کاشی به گونه‌ای است که یک طرح کلی در طرف دیگر کاشی به وضوح قابل مشاهده باشد. این کاشی با ترکیبی منحصر به فرد تقریباً نشکن و شفاف است. این ماده با ترکیبی از فیبرهای نوری و بتن باکیفیت ساخته شده‌است و حتی می‌تواند به عنوان بلوک‌های پیش ساخته تولید شود. به دلیل اندازه کوچک الیاف، مخلوط  در بتن، تبدیل به یک جزء از مجموع مواد می‌شود و یک ماده جدید است، که هم در ساختار درونی و هم در سطوح بیرونی همگن می‌باشد.
این ماده از طریق روی هم گذاشتن لایه‌های متناوب بتن و الیاف تولید و سپس به صورت کاشی برش داده می‌شود. نقش الیاف می‌تواند یکنواخت، یا می‌تواند مانند رگه‌های چوب مصنوعی طراحی شود. هیچ محصول دیگری مانند این ماده در بازار وجود ندارد که شفافیت و دوام و قدرت را با هم به صورت ترکیب یکجا داشته باشد. این امکان وجود دارد که از آن به عنوان ساختاری برای تحمل بار استفاده کرد. مقاومت فشاری آن 49 N/mm2  (مگاپاسکال) می‌باشد و مقاومت خمشی اش 7.7 N/mm2 (مگاپاسکال) می‌باشد.